# Wassili Grigorjewitsch Perow

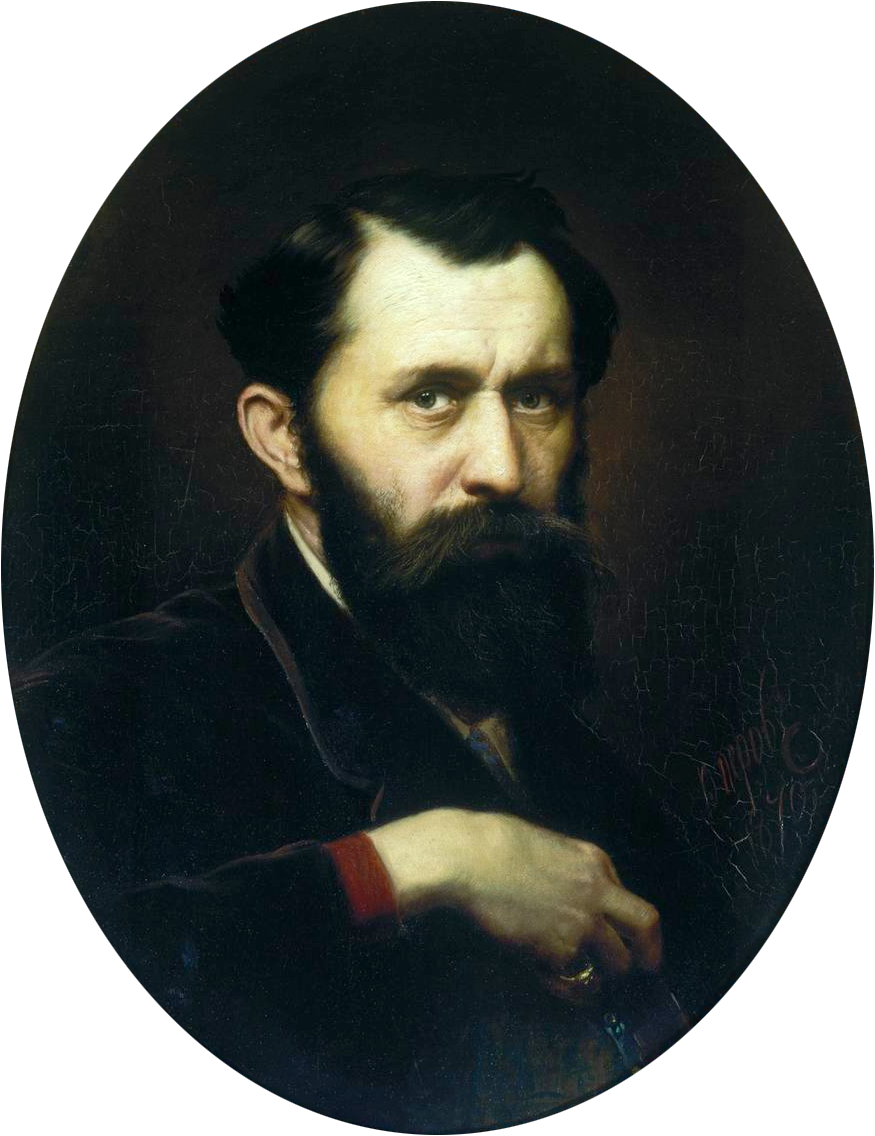
Selbstporträt (1870)

Wassili Grigorjewitsch Perow (russisch Василий Григорьевич Перов, wiss. Transliteration Vasilij Grigor'evič Perov; * 21. Dezember 1833jul. / 2. Januar 1834greg. in Tobolsk; † 29. Maijul. / 10. Juni 1882greg. in Moskau) war ein russischer Maler und eines der Gründungsmitglieder der Peredwischniki.

## Leben
Perow wurde in Tobolsk als außerehelicher Sohn des örtlichen Staatsanwalts, Gregor Gustav Friedrich Freiherr  von Krüdener, geboren. Obwohl Perows Eltern kurz nach seiner Geburt heirateten, konnte er weder Namen noch Titel seines Vaters erben und wurde unter dem Familiennamen seines Paten, Wassiljew, eingetragen. Später änderte er seinen Familiennamen zu Perow – ein Spitzname, den ihm sein Lehrer verliehen hatte, der ihn als Kind in Kalligraphie unterrichtete (russisch перо [Pero] bedeutet Feder).
Nachdem er seine Ausbildung in Arsamas beendet hatte, wurde er an die Kunstschule von Alexander Stupin, ebenfalls in Arsamas, entsandt. Im Jahr 1853 erhielt er die Zulassung zum Studium an der Moskauer Hochschule für Malerei, Bildhauerei und Architektur, wo er durch namhafte Künstler jener Zeit unterrichtet wurde.
1856 wurde er mit einer Auszeichnung der Akademie der Künste der russischen Regierung für die Skizze eines Jungenkopfes (головы мальчика) geehrt. Weitere Auszeichnungen der Akademie folgten: In den Folgejahren erhielt er Auszeichnungen für das Bild „Приезд станового на следствие“ 1858 sowie zwei Jahre später für die Gemälde „Сцена на могиле“ (Szene am Grab) sowie „Сын дьячка, произведенный в первый чин“. Eine weitere Auszeichnung erhielt er für das Gemälde „Проповедь в селе“ (Predigt auf dem Dorfe) im Jahr 1861.
Versehen mit einem Auslandsstipendium ging Wassili Perow 1862 nach Deutschland und später nach Paris. Während dieser Zeit entstanden mehrere Gemälde, die Szenen des Alltagslebens in Europa darstellten, wie beispielsweise „Продавец статуэток“ (Der Statuettenverkäufer), „Савояр“ (Der Savoyarde) sowie „Музыканты и зеваки“ (Musikanten und Zuschauer).
Im Jahre 1865 kehrte Perow nach Moskau zurück. Hier entstanden in der Folgezeit seine Hauptwerke. Dies waren die Gemälde „Очередная у фонтана“ (Die Schlange am Brunnen), „Монастырская трапеза“ (Die Mahlzeit im Kloster), „Проводы покойника“ (Die letzte Reise), „Тройка“ (Die Troika) und viele andere.
1866 wurde ihm der Rang eines Wissenschaftlers verliehen und ab 1871 übernahm er eine Professur an der Moskauer Hochschule für Malerei, Bildhauerei und Architektur. Einer seiner bekanntesten Schüler sollte Andrei Petrowitsch Rjabuschkin werden. In dieser Zeit wurde er, vor dem Hintergrund der Situation an der Hochschule, einer der Mitbegründer der Peredwischniki.
Er verstarb 1882 an Tuberkulose und wurde zunächst im Danilow-Kloster beigesetzt, in den 1950er-Jahren dann auf den Friedhof des Donskoi-Klosters umgebettet.

## Bilder

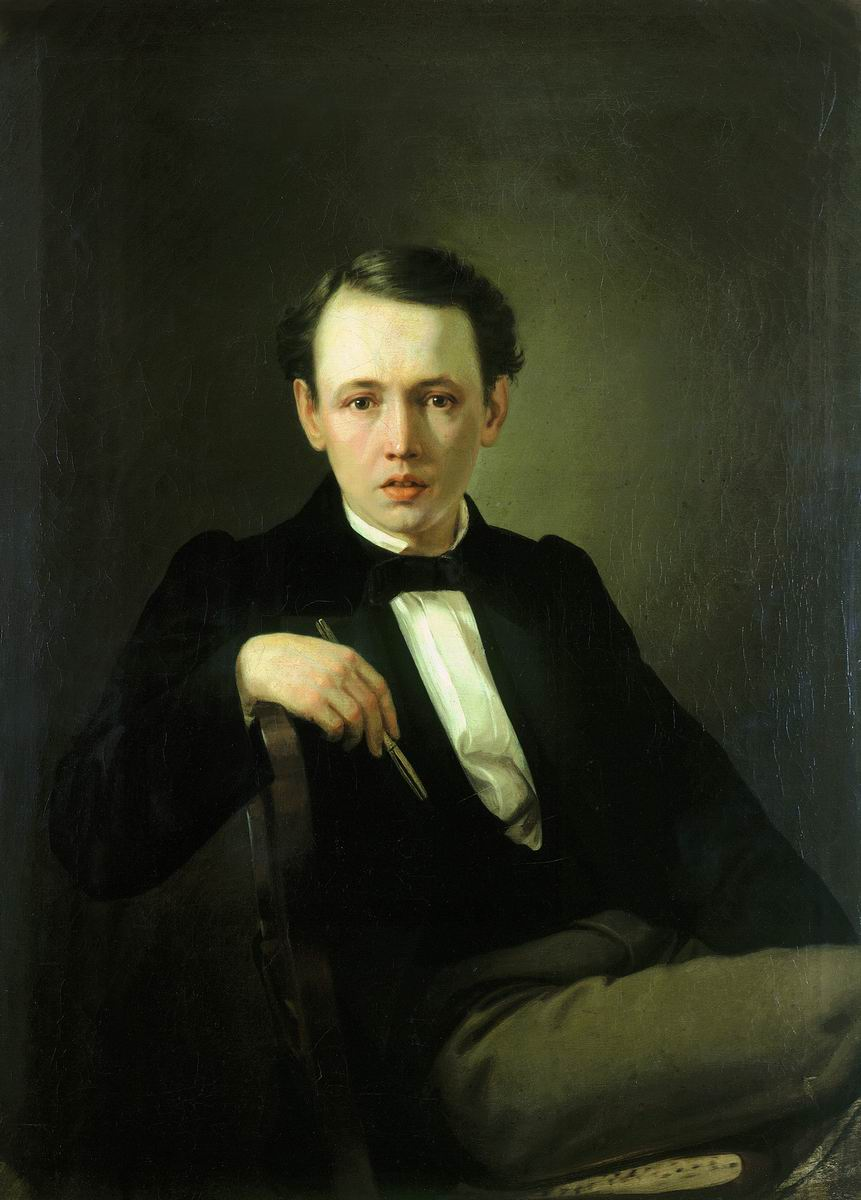
Selbstporträt (1851)
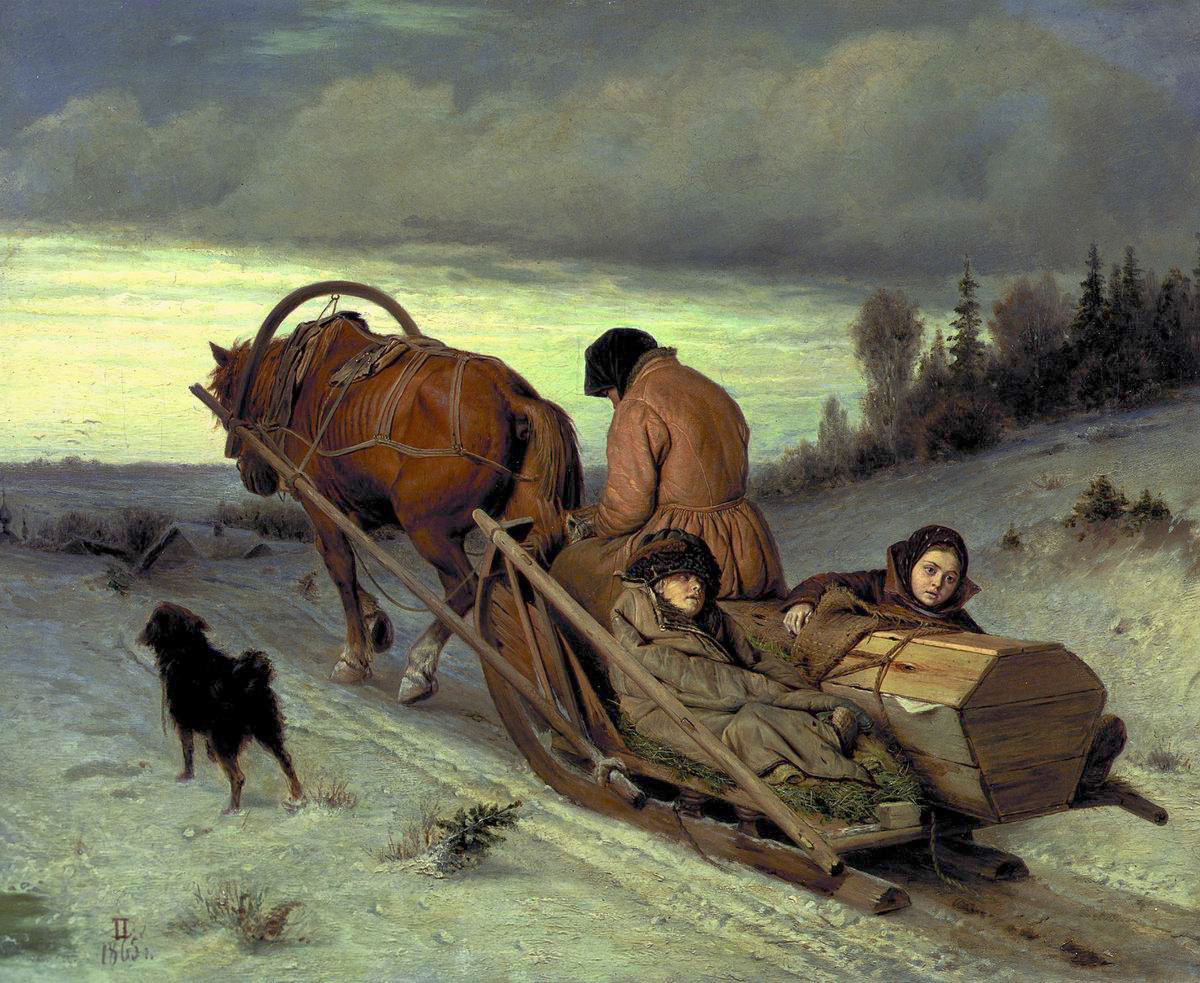
Die letzte Reise (1865)
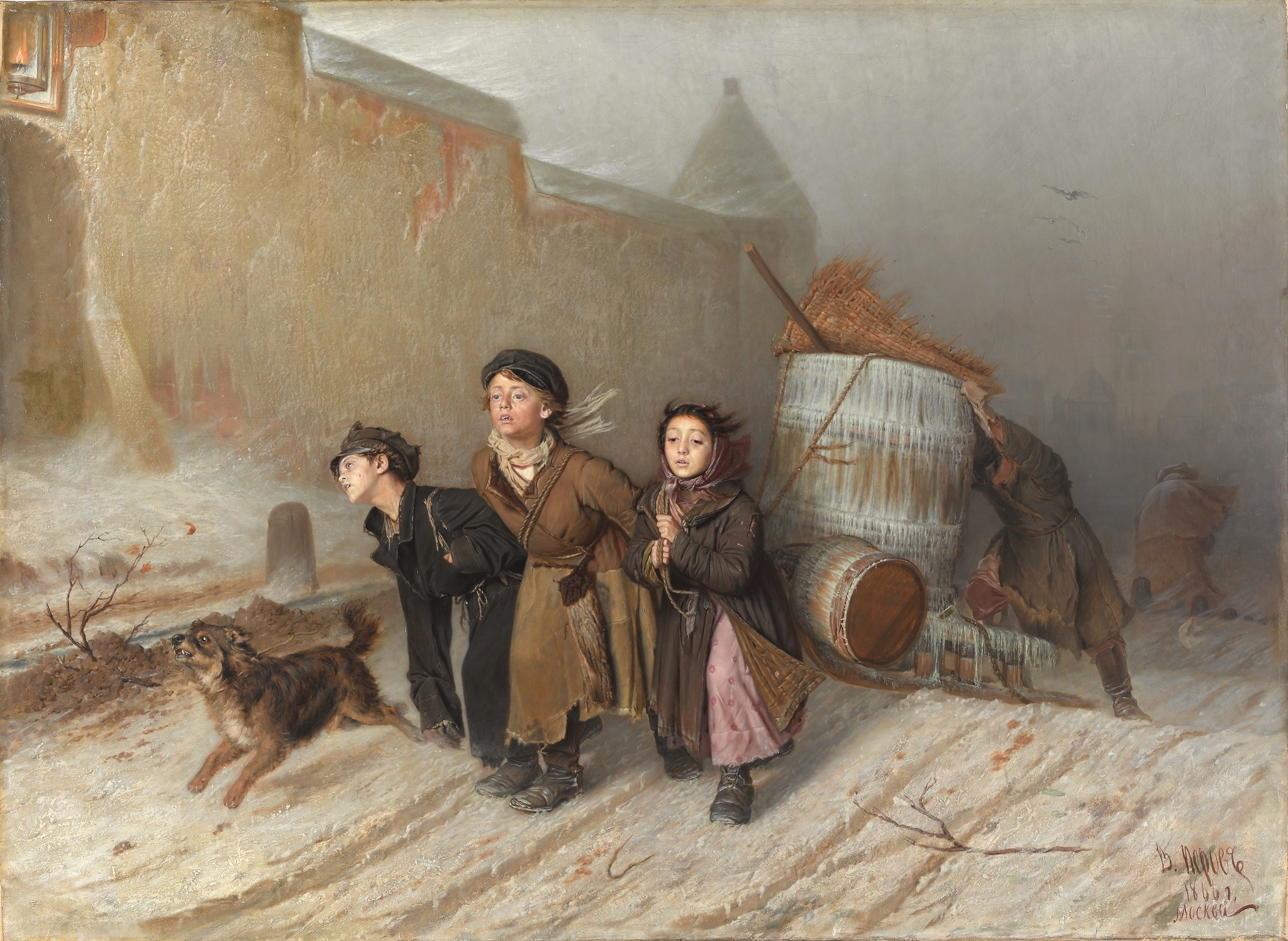
Die Troika (1866)
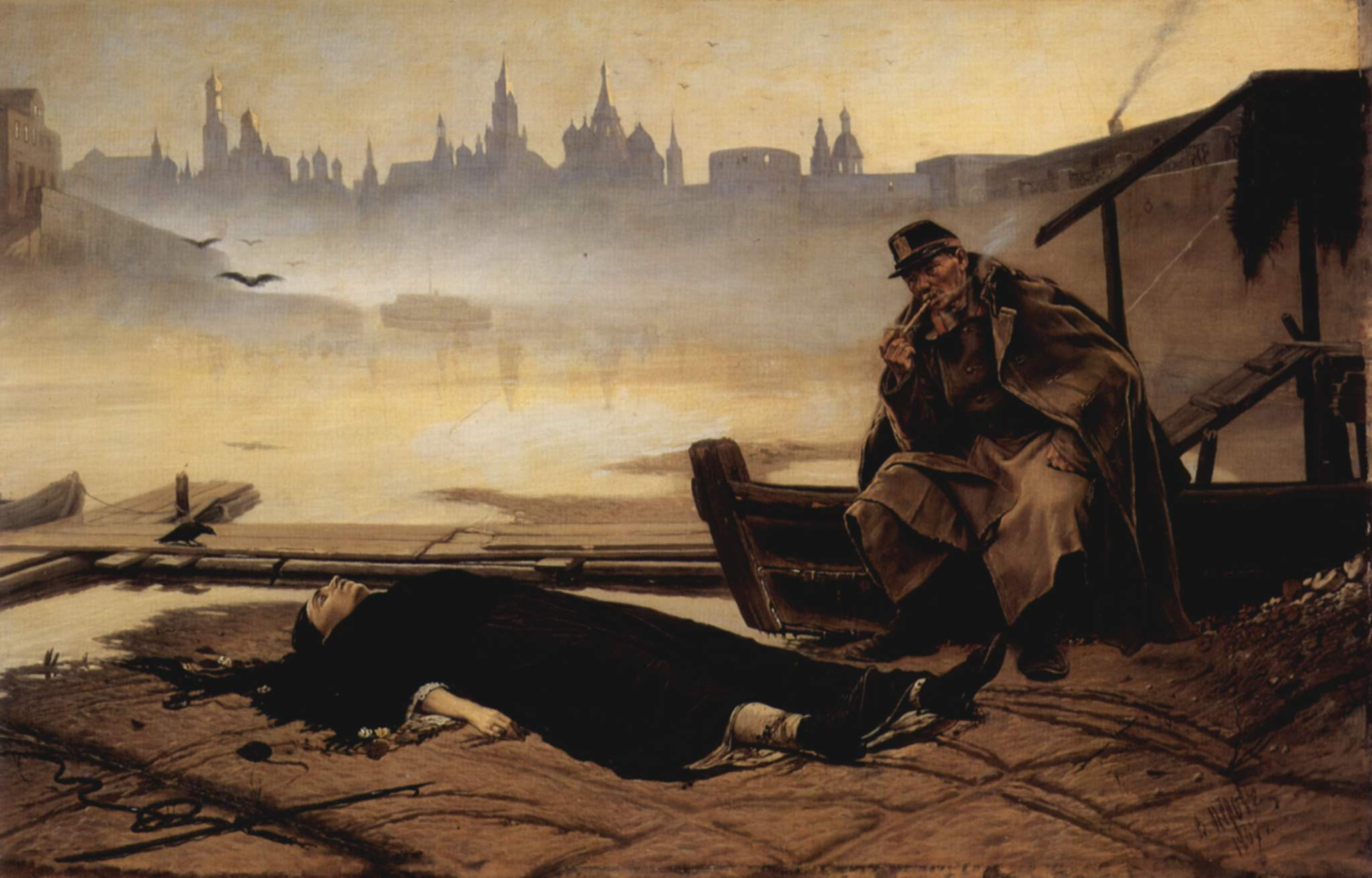
Die Ertrunkene (1867)
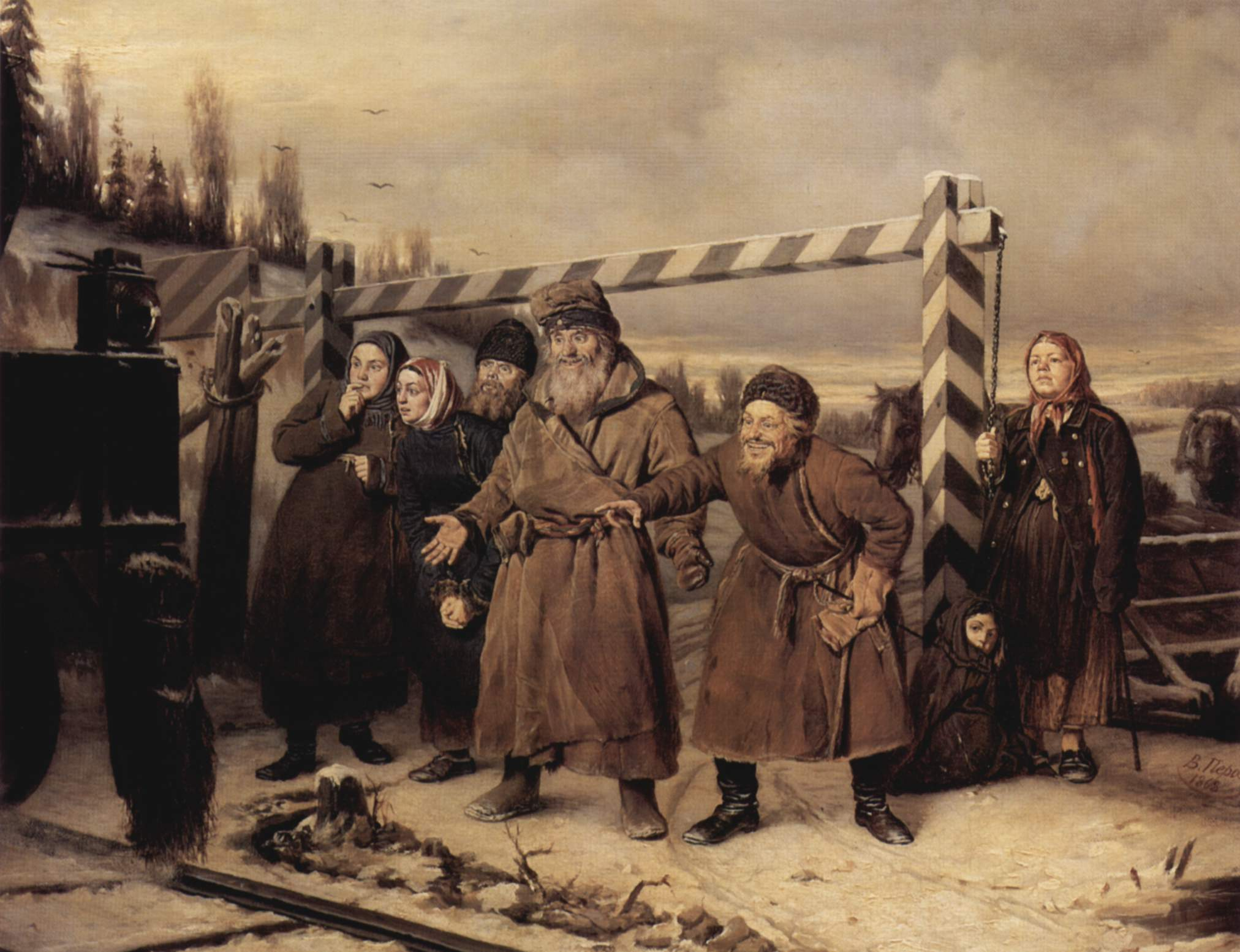
An der Eisenbahn (1868)
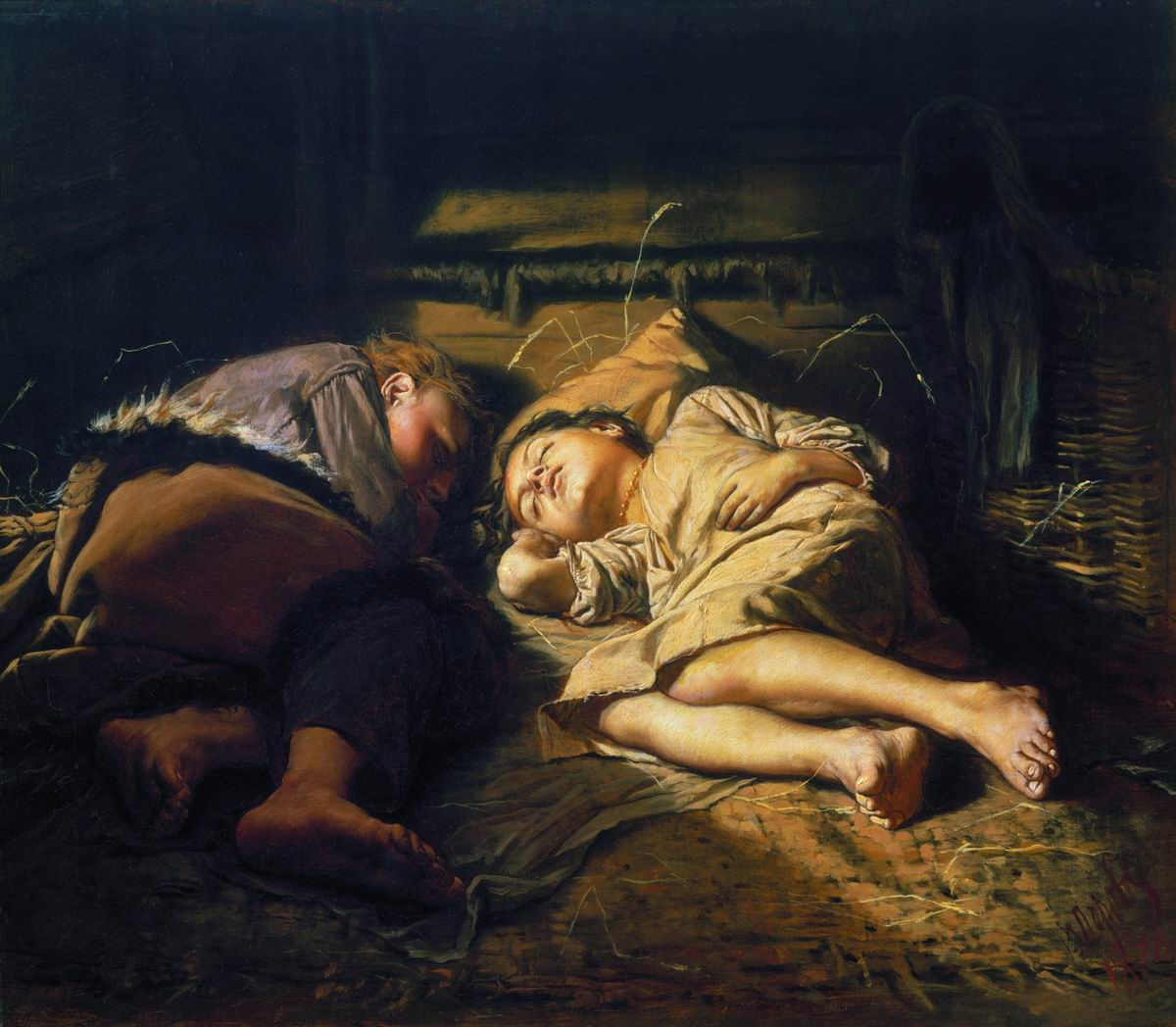
Schlafende Kinder (1870)
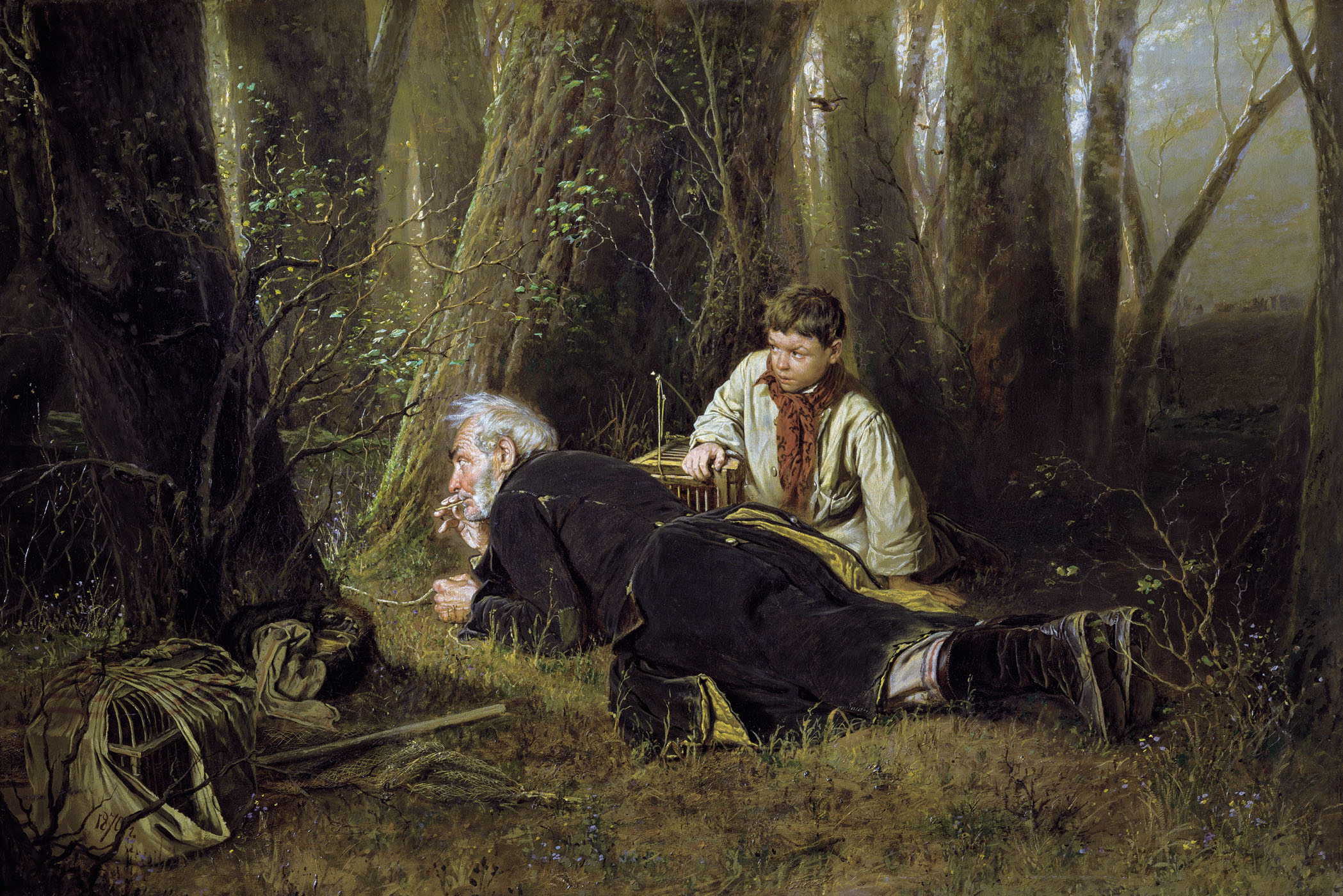
Vogelfänger (1870)
Jäger ruhen (1871)
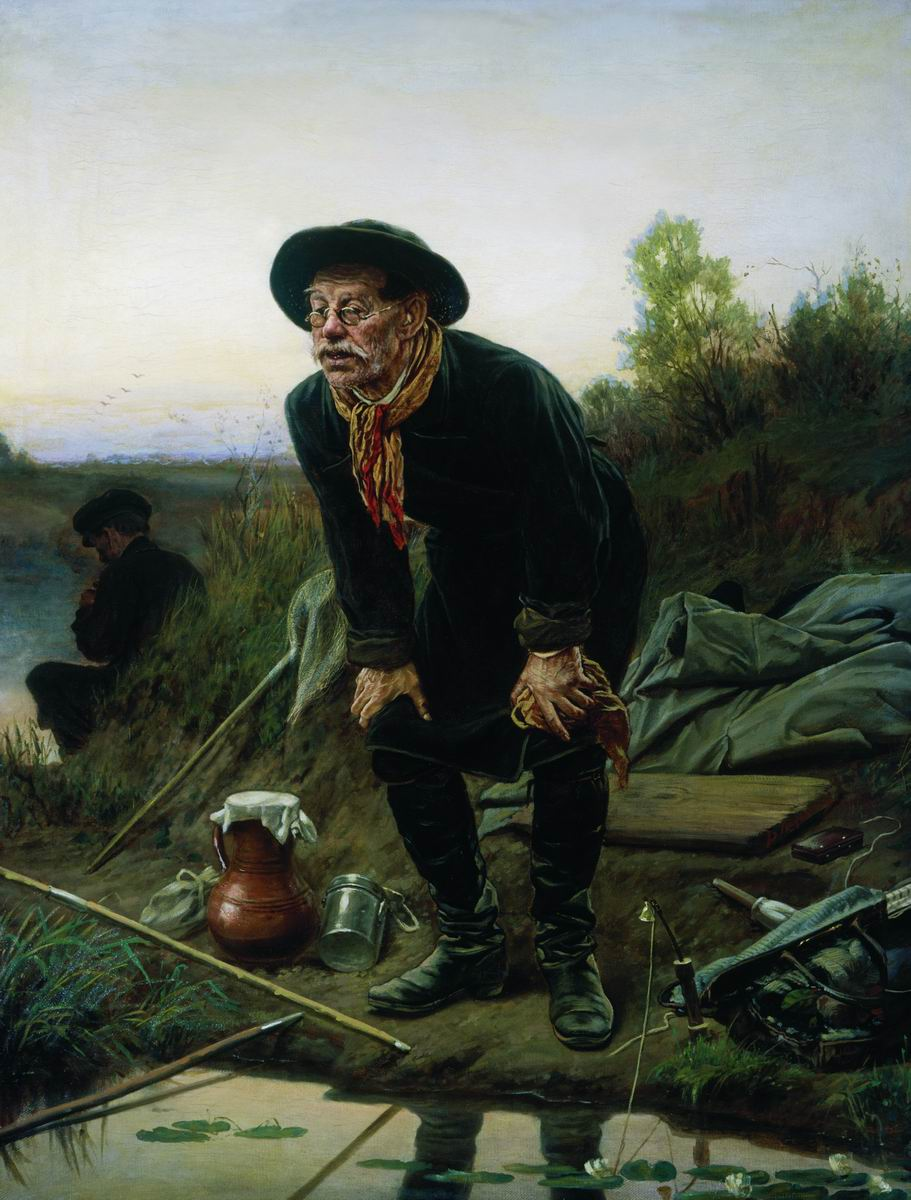
Angler (1871)
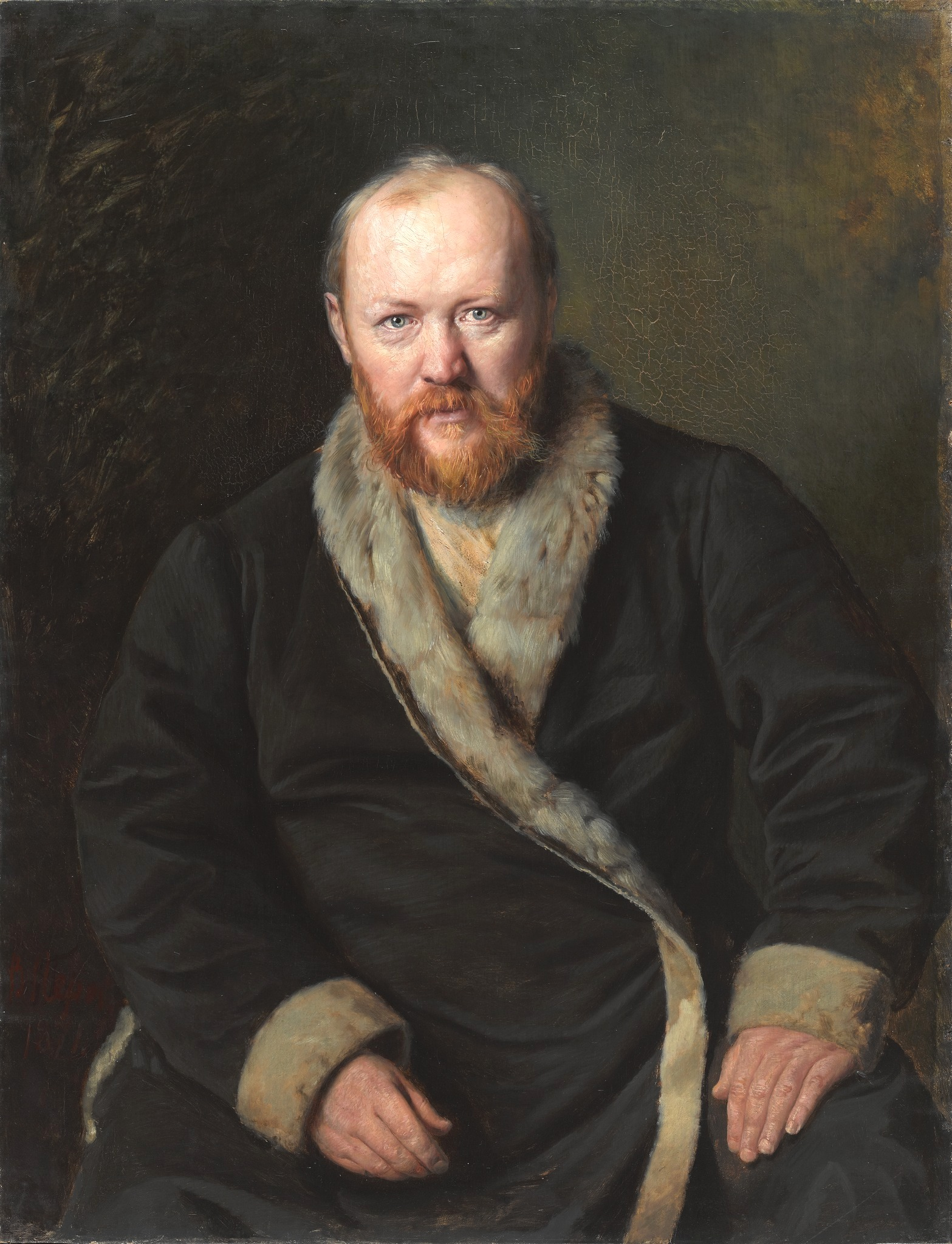
Porträt von Alexander Ostrowski (1871)
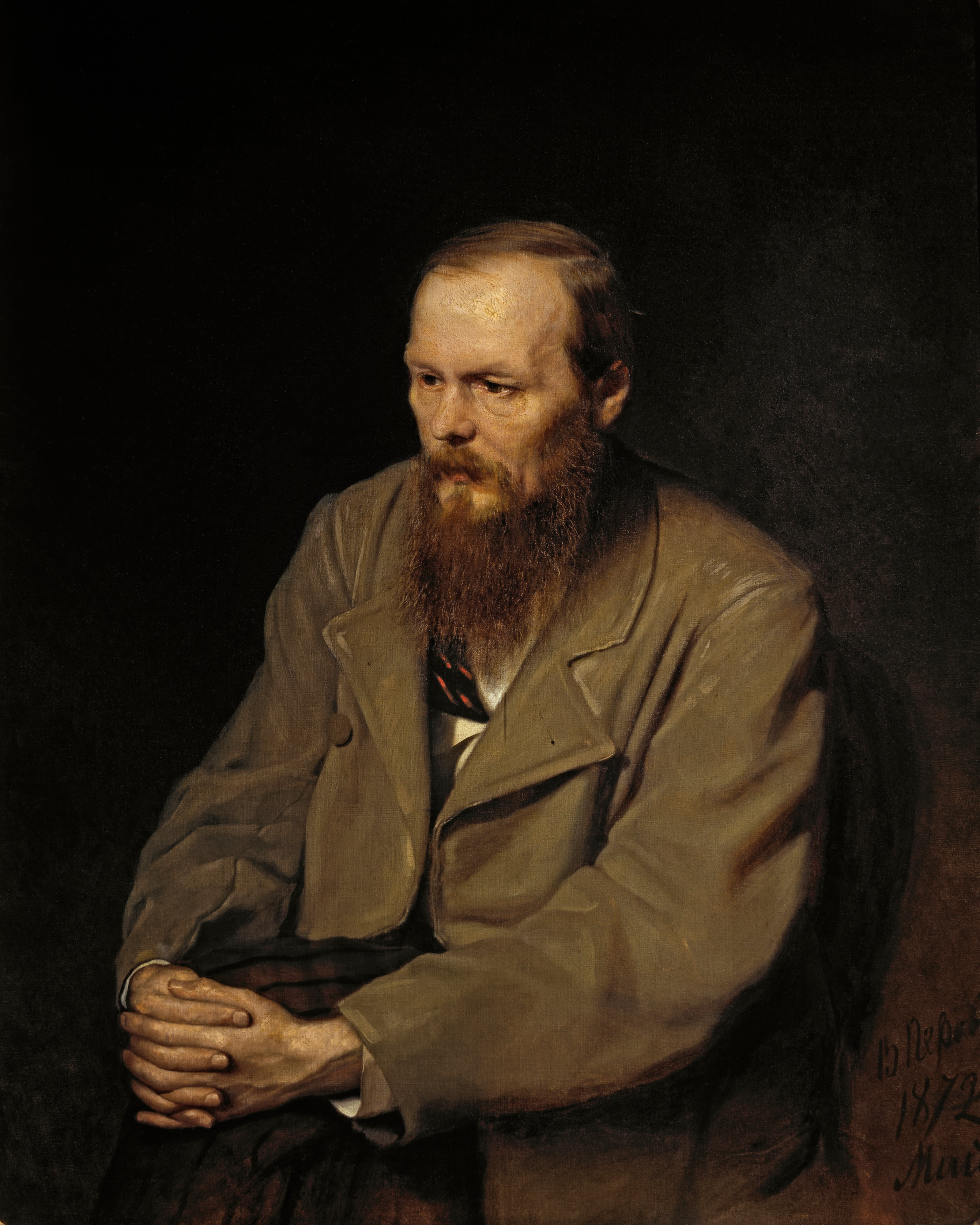
Porträt von Fjodor Dostojewski (1872)
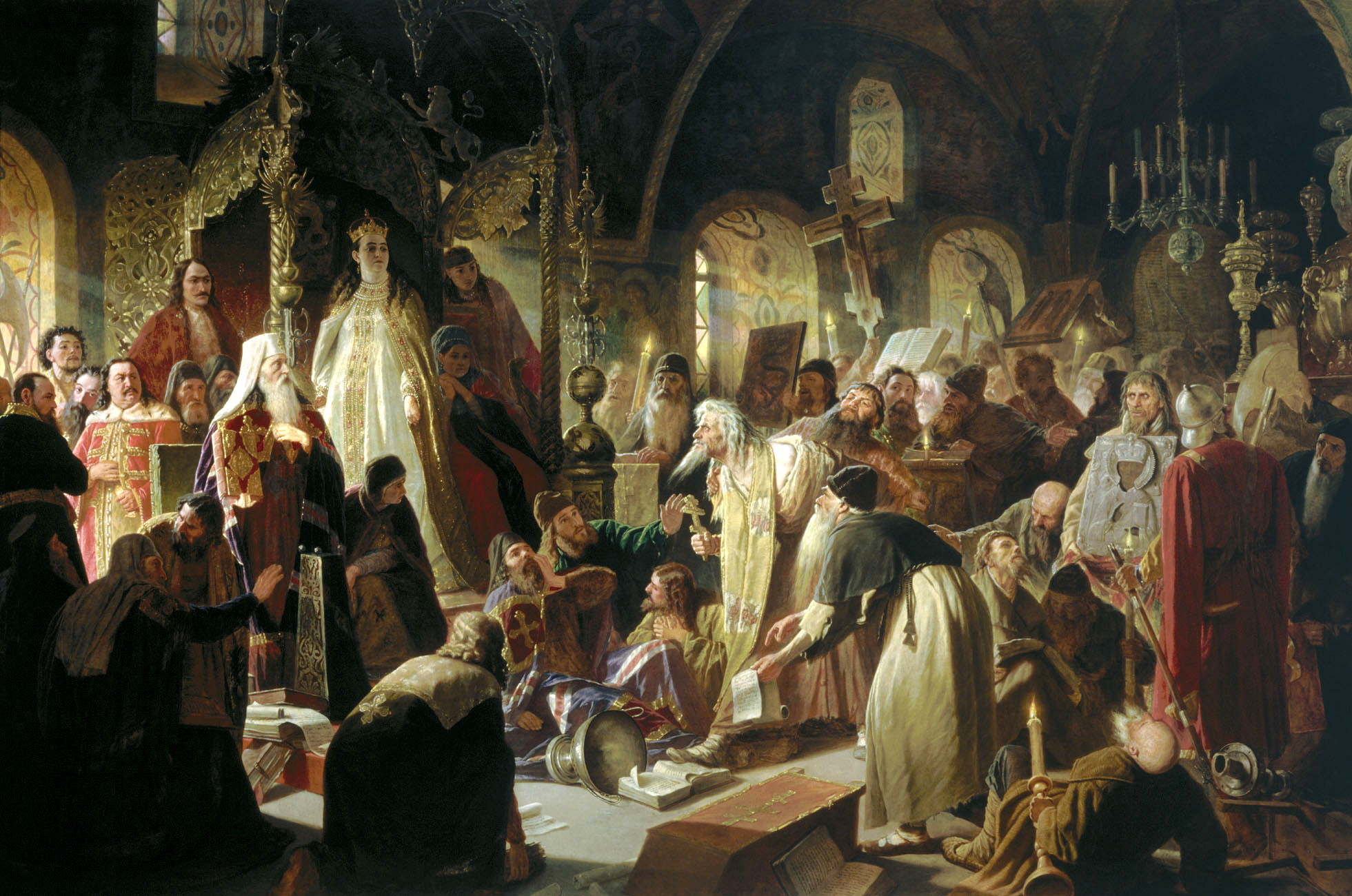
Nikita Pustosvyat (1881)

## Belege
1. ↑  Perow, Wassili Grigorjewitsch im Russischen Biographischen Wörterbuch

| Personendaten    | Personendaten                                                                                         |
| ---------------- | --- |
| NAME             | Perow, Wassili Grigorjewitsch                                                                         |
| ALTERNATIVNAMEN  | Перов, Василий Григорьевич (russisch); Perov, Vasilij Grigor'evič (wissenschaftliche Transliteration) |
| KURZBESCHREIBUNG | russischer Maler, Gründungsmitglied der Peredwischniki                                                |
| GEBURTSDATUM     | 2. Januar 1834                                                                                        |
| GEBURTSORT       | Tobolsk                                                                                               |
| STERBEDATUM      | 10. Juni 1882                                                                                         |
| STERBEORT        | Moskau                                                                                                |